# دوري كرة القدم الغربي 1964–65
دوري كرة القدم الغربي 1964–65 (بالإنجليزية: 1964–65 Western Football League)‏ هو موسم من دوري كرة القدم الغربي ‏. فاز فيه Welton Rovers F.C. ‏.